# Alberto Galateo
Alberto Galateo (4 de maig de 1912 - 26 de febrer de 1961) fou un futbolista argentí.

## Selecció de l'Argentina
Va formar part de l'equip argentí a la Copa del Món de 1934.